# Březenský tunel
Březenský tunel je druhý nejdelší železniční tunel v České republice, nachází se na železniční trati Lužná u Rakovníka – Žatec – Chomutov v blízkosti obce Březno.
Tunel uvedený do provozu 1. dubna 2007 se nachází na nově vybudované přeložce úseku Březno u Chomutova – Chomutov trati 124 z Lužné u Rakovníka do Žatce. Celkově bylo z důvodu uvolnění hnědouhelných ložisek firmě Severočeské doly přeloženo 7,1 km trati.
Březenský tunel byl se svými 1758 metry až do zprovoznění Ejpovického tunelu (4150 m) nejdelším železničním tunelem v České republice. Dalším v pořadí je Špičácký tunel z roku 1877 (1747 m). Na rozdíl od Ejpovického tunelu jsou ale oba tunely jsou jednokolejné a neelektrifikované.
Po obou stranách tunelu se nacházejí pochozí stezky, na jedné straně s výklenky každých 20 metrů. Tunel je obsluhován z nově zřízených účelových komunikací vedených k oběma portálům.

## Stavební práce
Tunel byl budován za pomoci dvou metod: metodou obvodového vrubu s předklenbou a sekvenční metodou. V případě metody obvodového vrubu s předklenbou se jednalo o její první využití ve střední Evropě.
V roce 2003 došlo v průběhu ražby ve vzdálenosti 860 m od vjezdového portálu k závalu o délce 72 metrů. Po téměř dvouletém přerušení stavby byl tunel znovu proražen a v místě závalu byla z povrchu vyhloubena šachta, která byla následně přebudována na únikový východ.
Projektantem tunelu byl Ing. Roman Smida a autorem návrhu vjezdových portálu Ing. arch. Petr Šafránek.

## Elektrifikace
V letech 2023–2024 je plánovaná elektrifikace úseku mezi Březnem a Chomutovem, jehož je tunel součástí.